# 小行星1265
小行星1265（1265 Schweikarda）是一颗围绕太阳公转的小行星。1911年10月18日，弗朗茲·凱撒在海德堡发现了此天体。
該小行星以發現者母親的中間名施威卡德（Schweikard）命名。
这颗小行星的绝对星等为111.215755107054等。